# Tibouchina kuhlmannii
Tibouchina kuhlmannii är en tvåhjärtbladig växtart som beskrevs av Alexander Curt Brade. Tibouchina kuhlmannii ingår i släktet Tibouchina och familjen Melastomataceae. Inga underarter finns listade i Catalogue of Life.